# Бранкованівська сільська рада
Бранкова́нівська сільська́ ра́да — колишня адміністративно-територіальна одиниця та орган місцевого самоврядування в Ширяївському районі Одеської області. Адміністративний центр — село Бранкованове.
05.02.1965 Указом Президії Верховної Ради Української РСР передано Бранкованівську сільраду Фрунзівського району до складу Ширяївського району.

## Загальні відомості
- Територія ради: 34,145 км²
- Населення ради: 480 осіб (станом на 2001 рік)
- Територією ради протікає річка Середній Куяльник

## Населені пункти
Сільській раді були підпорядковані населені пункти:
- с. Бранкованове
- с. Самійлівка

## Населення
За переписом населення України 2001 року в сільській раді мешкало 480 осіб.

### Мова
Розподіл населення за рідною мовою за даними перепису 2001 року:
| Мова       | Відсоток |
| ---------- | -------- |
| українська | 86,25 %  |
| молдовська | 10,42 %  |
| російська  | 2,71 %   |
| гагаузька  | 0,42 %   |
| болгарська | 0,21 %   |

## Склад ради
Рада складалася з 12 депутатів та голови.
- Голова ради: Должанська Ольга Володимирівна
- Секретар ради: Камінна Лариса Володимирівна

### Керівний склад попередніх скликань
| Прізвище, ім'я, по батькові    | Основні відомості                                                         | Дата обрання | Дата звільнення |
| ------------------------------ | ------------------------------------------------------------------------- | ------------ | --------------- |
| Должанська Ольга Володимирівна | Сільський голова, 1965 року народження, освіта вища                       | 26.03.2006   | 31.10.2010      |
| Должанська Ольга Володимирівна | Сільський голова, 1965 року народження, освіта вища, член Партії регіонів | 31.10.2010   |                 |

Примітка: таблиця складена за даними сайту Верховної Ради України

### Депутати
За результатами місцевих виборів 2010 року депутатами ради стали:

#### За суб'єктами висування
| Суб'єкт висування                                       | Кількість обраних депутатів | %    |
| ------------------------------------------------------- | --------------------------- | ---- |
| Партія регіонів                                         | 8                           | 66,7 |
| Політична партія Всеукраїнське об'єднання «Батьківщина» | 3                           | 25   |
| Народна партія                                          | 1                           | 8,3  |

#### За округами
| № округу                                                | Прізвище, ім'я, по батькові    | Дата визнання обраним | Освіта             | Партійна приналежність                        | Відомості про обраного депутата                                            |
| ------------------------------------------------------- | ------------------------------ | --------------------- | ------------------ | --------------------------------------------- | -------------------------------------------------------------------------- |
| Народна Партія                                          |                                |                       |                    |                                               |                                                                            |
| 6                                                       | Некулча Наталія Дмитрівна      | 01.11.2010            | середня            | позапартійна                                  | терцентр управління праці та соціального захисту населення, соц. працівник |
| Партія регіонів                                         |                                |                       |                    |                                               |                                                                            |
| 1                                                       | Заліська Алла Василівна        | 01.11.2010            | вища               | позапартійна                                  | Бранкованівська загальноосвітня школа І-ІІІ ст., вчитель                   |
| 3                                                       | Кузьмін Віктор Дмитрович       | 01.11.2010            | середня            | позапартійний                                 | приватний підприємець                                                      |
| 5                                                       | Бурлака Геннадій Анатолійович  | 01.11.2010            | середня            | позапартійний                                 | приватний підприємець                                                      |
| 7                                                       | Ткаченко Олексій Миколайович   | 01.11.2010            | середня            | член Партії регіонів                          | приватний підприємець                                                      |
| 8                                                       | Камінна Лариса Володимирівна   | 01.11.2010            | середня            | позапартійна                                  | Бранкованівська сільська рада, секретар                                    |
| 9                                                       | Пасісніченко Світлана Павлівна | 01.11.2010            | середня            | позапартійна                                  | фельдшерсько-акушерський пункт, фельдшер                                   |
| 11                                                      | Земляна Людмила Георгіївна     | 01.11.2010            | середня            | позапартійна                                  | Бранкованівська сільська рада, бухгалтер                                   |
| 12                                                      | Гай Григорій Пилипович         | 01.11.2010            | вища               | член Партії регіонів                          | Бранкованівська загальноосвітня школа І-ІІІ ст., вчитель                   |
| Політична партія Всеукраїнське об'єднання «Батьківщина» |                                |                       |                    |                                               |                                                                            |
| 2                                                       | Кузьміна Людмила Михайлівна    | 01.11.2010            | середня спеціальна | член Всеукраїнського об'єднання «Батьківщина» | Бранкованівська сільська рада, рахівник                                    |
| 4                                                       | Бурлака Лілія Василівна        | 01.11.2010            | вища               | член Всеукраїнського об'єднання «Батьківщина» | Бранкованівська загальноосвітня школа І-ІІІ ст., вчитель                   |
| 10                                                      | Андрусьєва Тетяна Іванівна     | 01.11.2010            | середня            | позапартійна                                  | тимчасово не працює                                                        |